# Falcataria moluccana
Falcataria moluccana är en ärtväxtart som först beskrevs av Friedrich Anton Wilhelm Miquel, och fick sitt nu gällande namn av Rupert Charles Barneby och James Walter Grimes. Falcataria moluccana ingår i släktet Falcataria och familjen ärtväxter. Inga underarter finns listade i Catalogue of Life.

## Bildgalleri

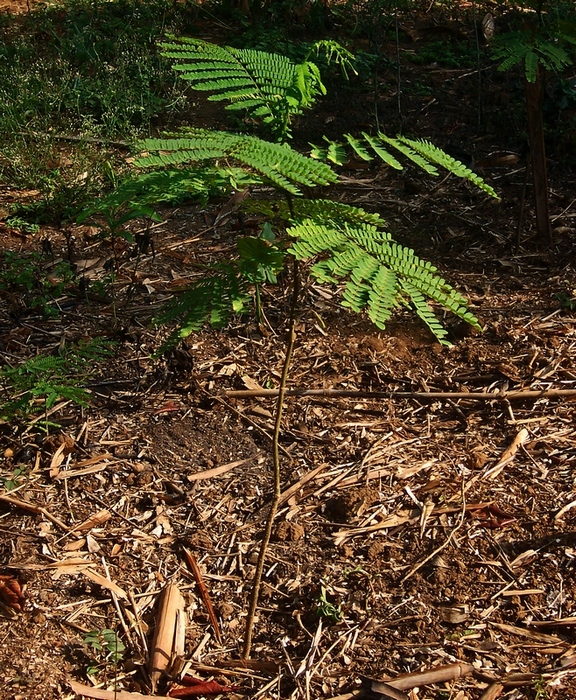
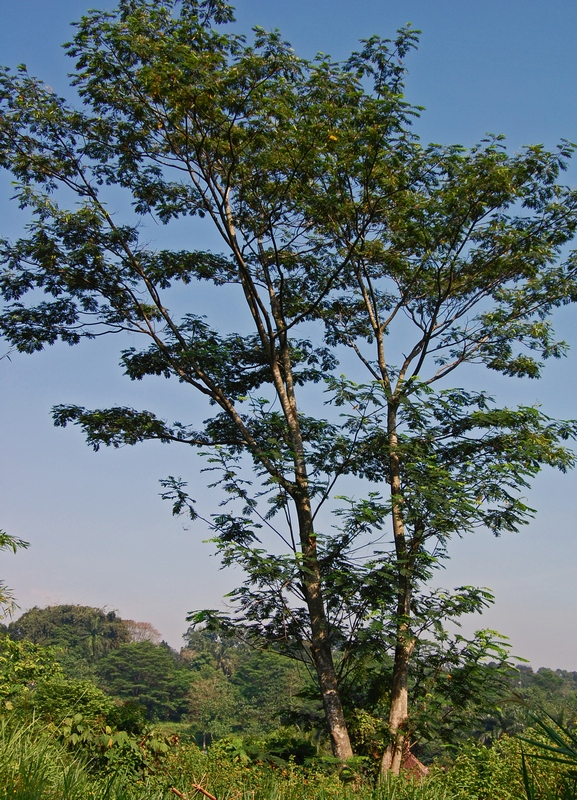
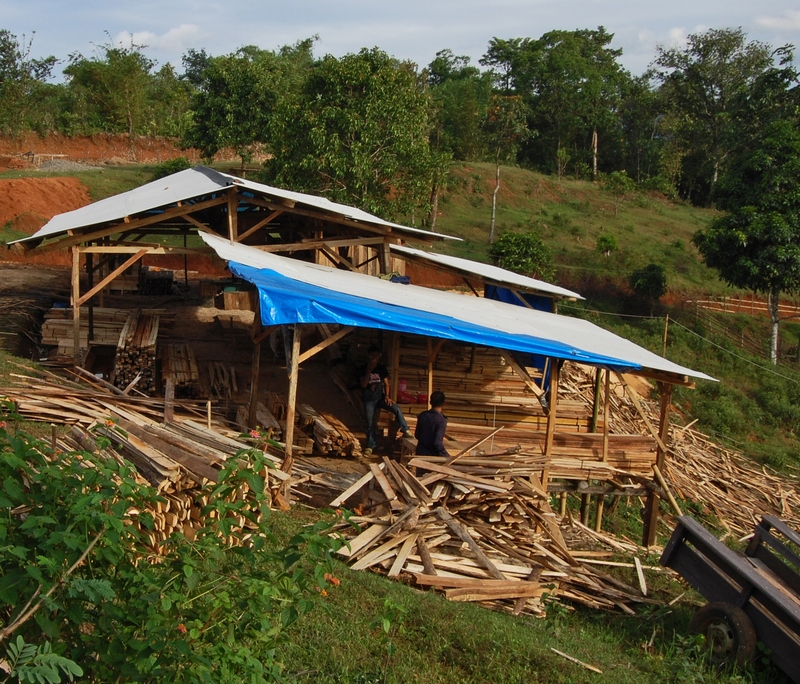
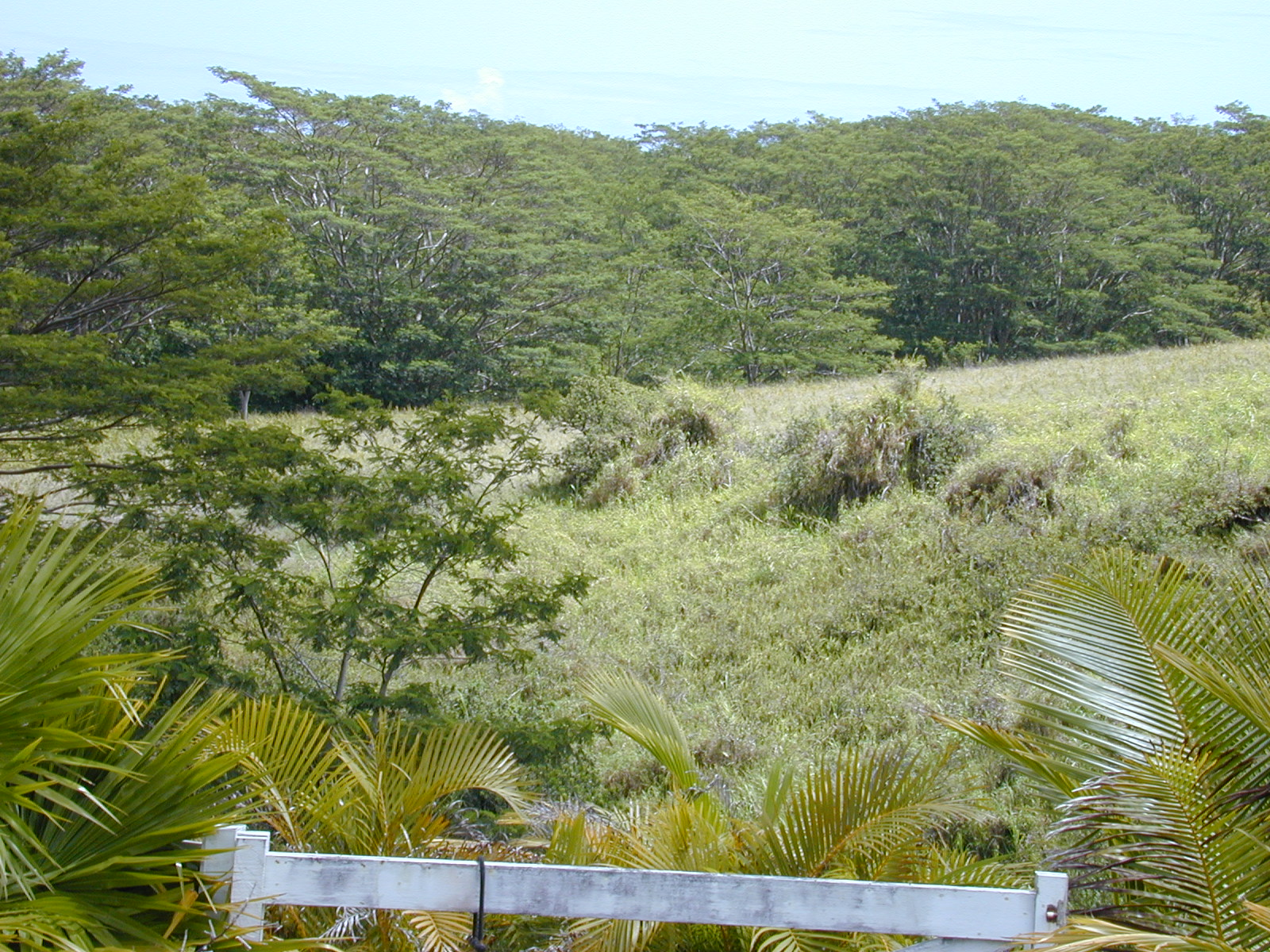
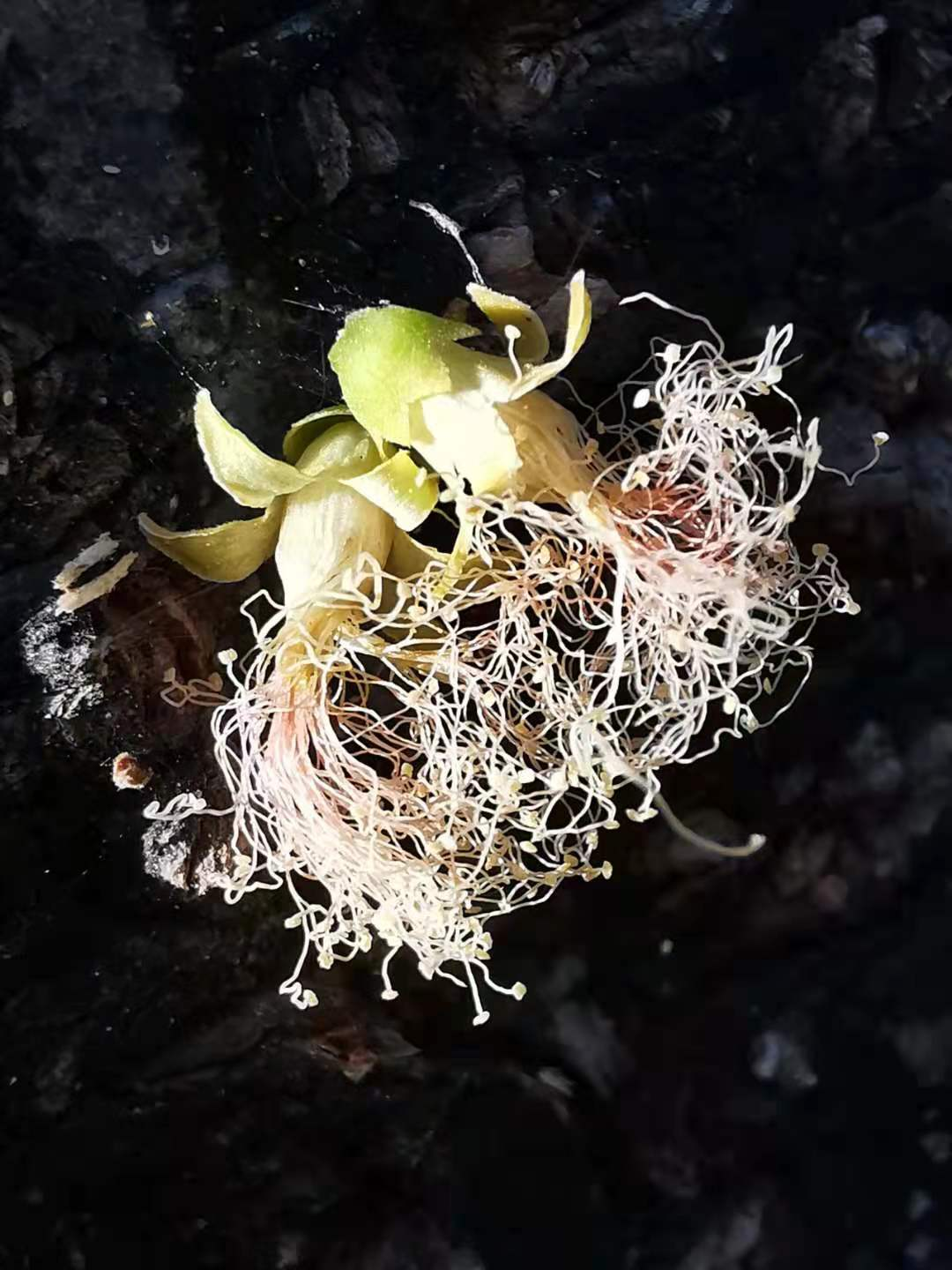
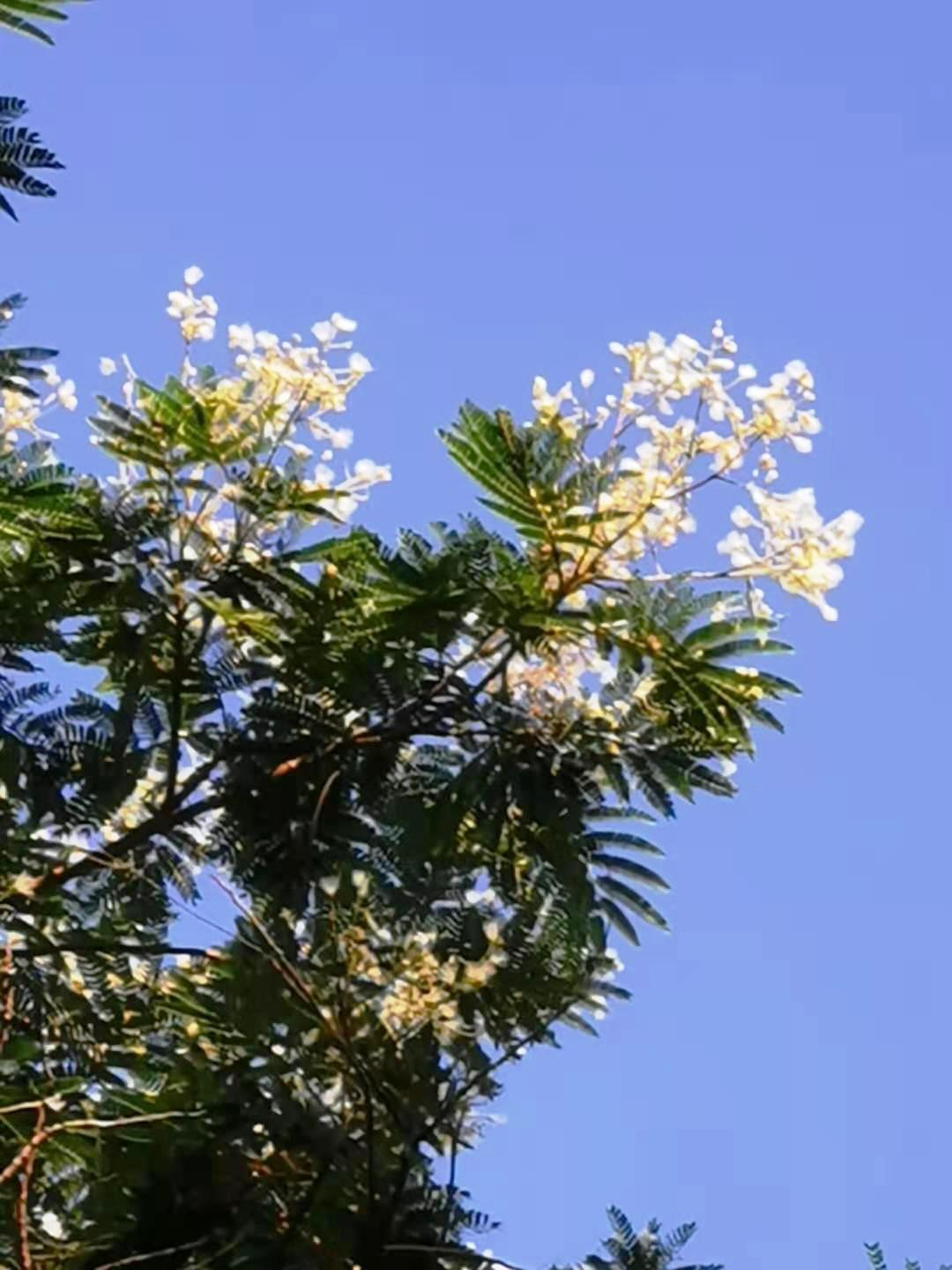
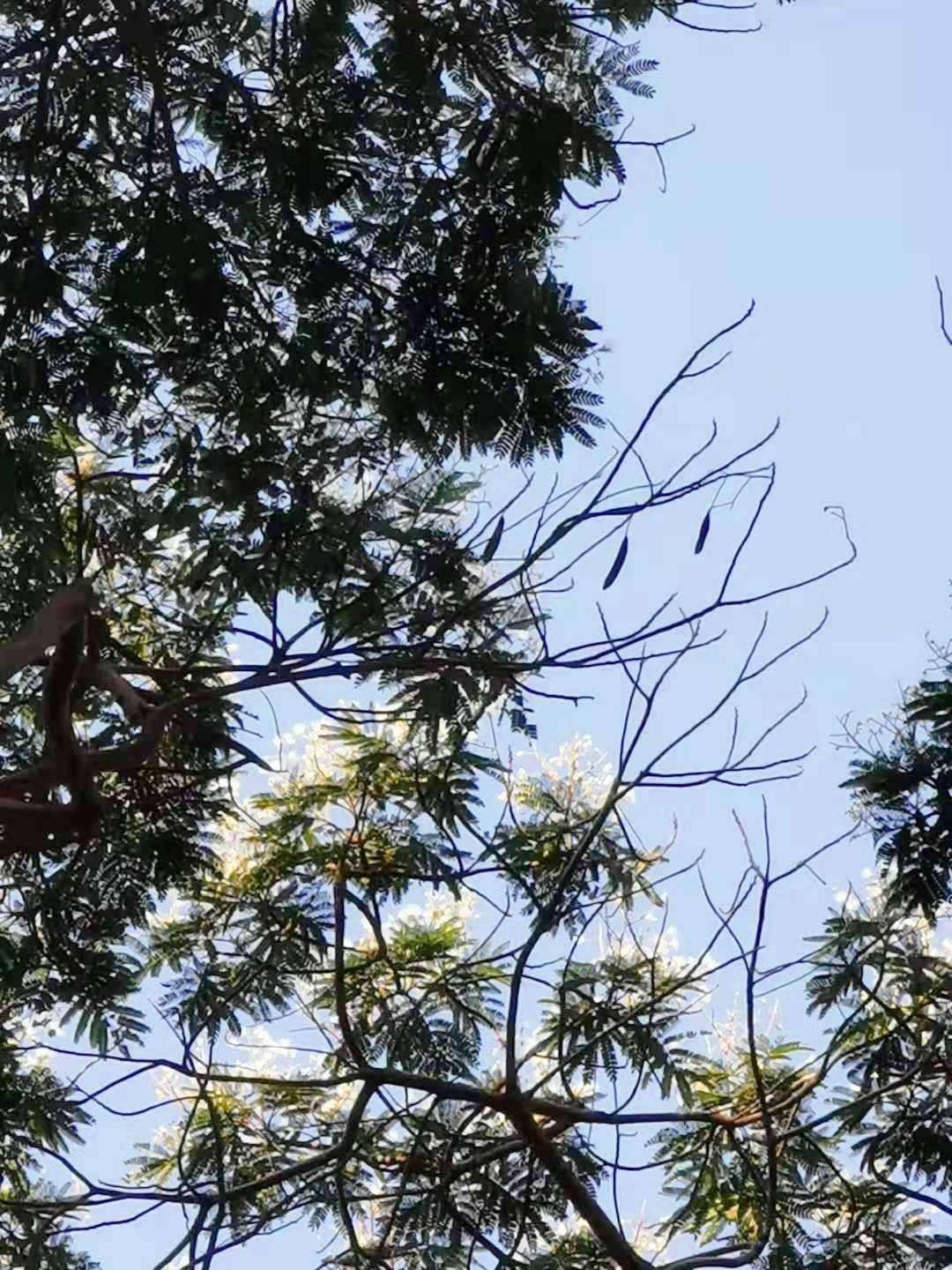
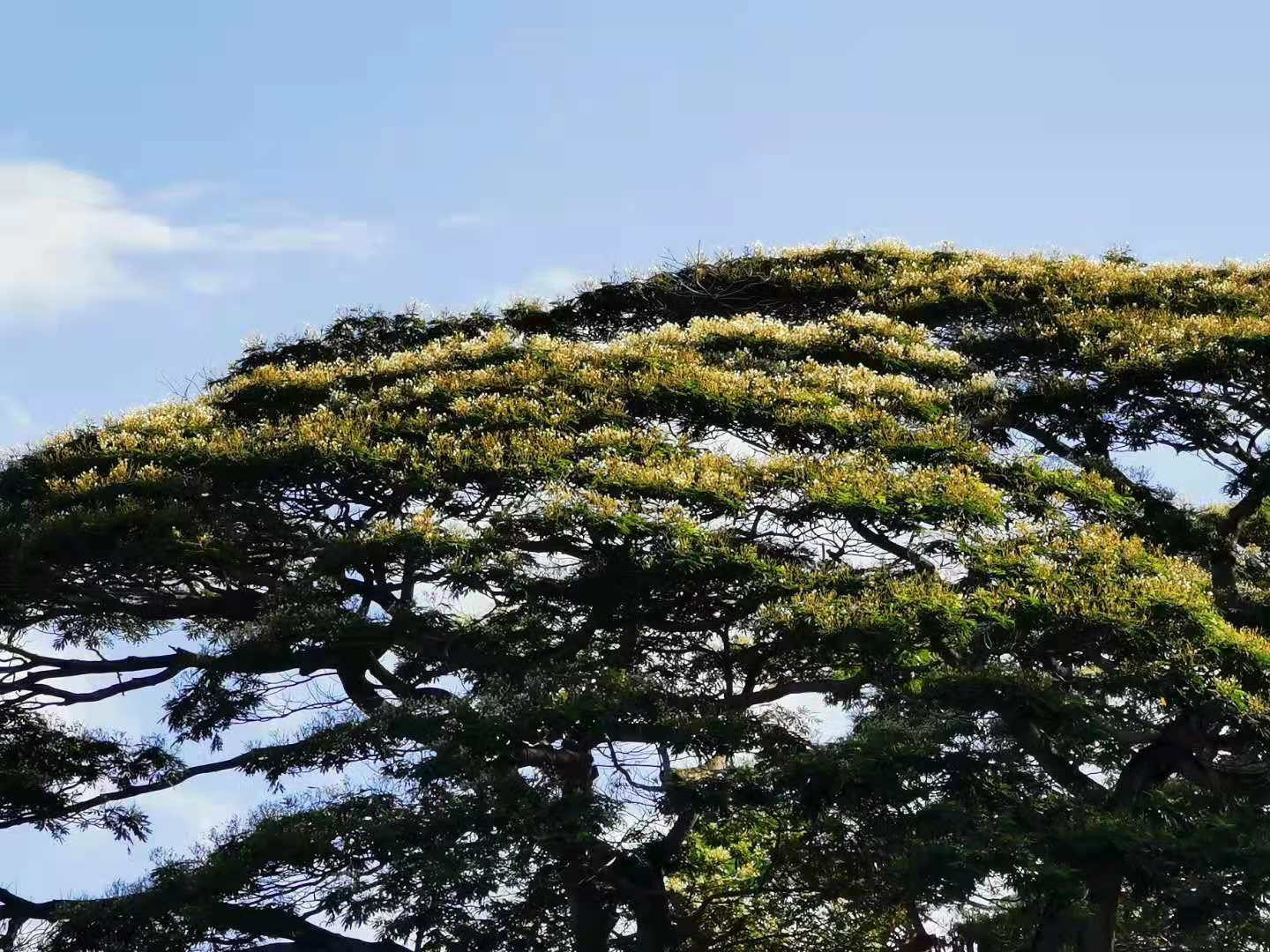
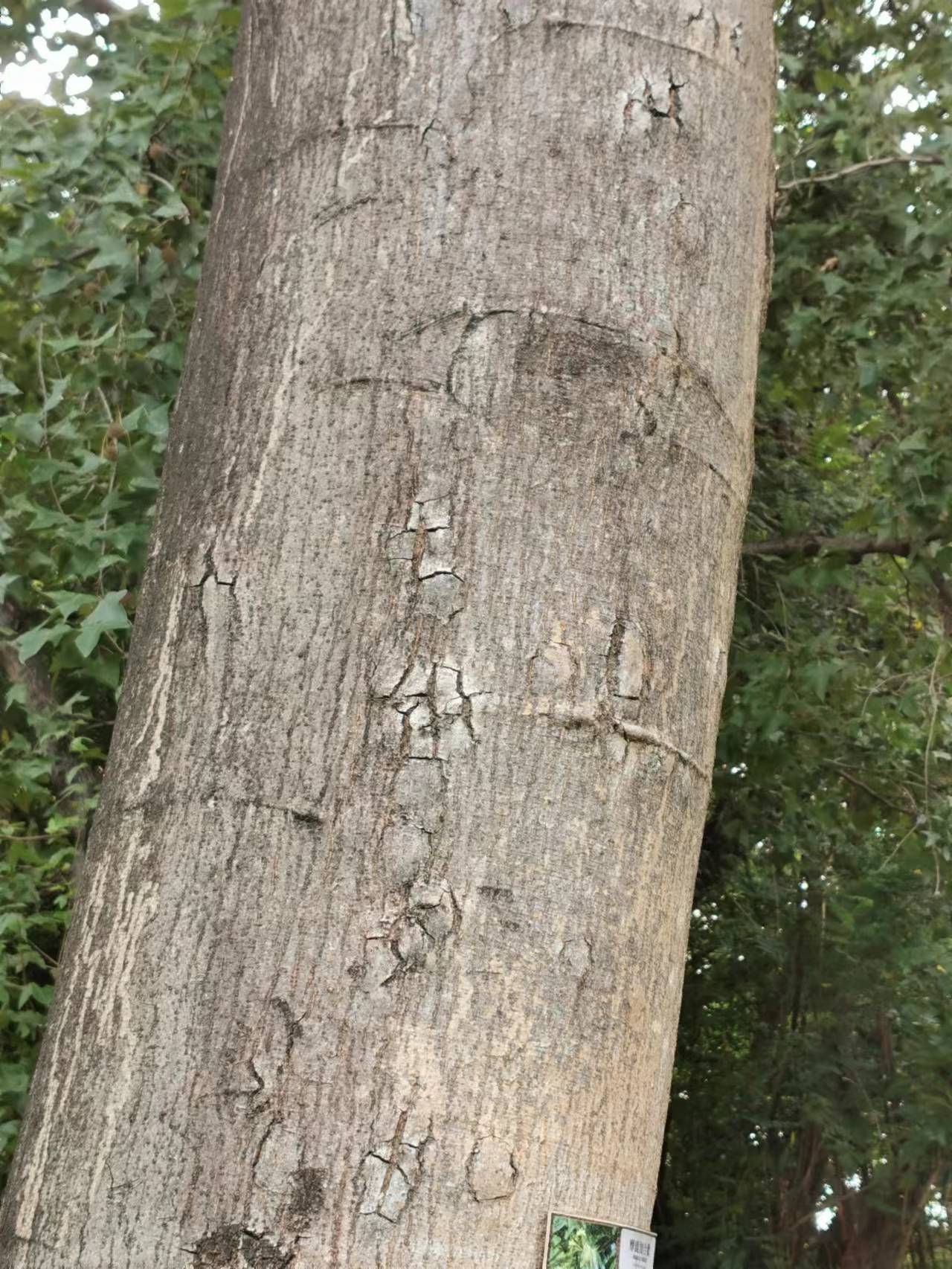